# Purpuricenus temminckii
Purpuricenus temminckii là một loài bọ cánh cứng trong họ Cerambycidae.